# Lodž
Lódž (poljsko Łódź, IPA: ) je mesto v osrčju Poljske. V mestu, ki je s 700.000 prebivalci tretje največje v državi, je nekoč živela druga največja judovska skupnost v Evropi.
Zanimivo, da v Lodžu ni glavnega trga, temveč to vlogo nosi cesta, ki se imenuje Piotrkowska. Poimenovana je po mestu Piotrków, ki je bilo včasih pomembnejše od Lodža. Med drugo svetovno vojno so nacisti zahtevali, da se glavna cesta preimenuje v cesto Adolfa Hitlerja. Mesto se je zahtevi le na videz uklonilo, saj so preimenovali zgolj neko ulico, ki je bila neprimerno manjša in manj pomembna od Piotrkowske.